# Royal Ivey
Royal Terence Ivey (nascido em 20 de dezembro de 1981) é um americano ex-jogador e técnico de basquete profissional que é atualmente o assistente técnico do Brooklyn Nets da National Basketball Association (NBA).
Ele jogou basquete universitário pela Universidade do Texas em Austin e foi selecionado pelo Atlanta Hawks como a 37ª escolha geral no Draft da NBA de 2004. Ele passou 10 anos na NBA e encerrou a sua carreira no Guangdong Southern Tigers da China.

## Juventude e universidade
Ivey nasceu no Harlem, no bairro de Manhattan, na cidade de Nova York, e começou a jogar basquete na Benjamin N. Cardozo High School, levando o time ao seu primeiro título da PSAL. Ele frequentou a Blair Academy por um ano de pós-graduação.
Ivey jogou basquete universitário na Universidade do Texas em Austin e terminou como líder de todos os tempos em jogos como titular (126).

## Carreira profissional
Ivey foi selecionado pelo Atlanta Hawks como a 37ª escolha geral no Draft da NBA de 2004.
Em 18 de setembro de 2007, Ivey assinou um contrato de um ano com o Milwaukee Bucks.
Em 24 de julho de 2008, Ivey concordou com os termos do Philadelphia 76ers. Em 15 de junho de 2009, os 76ers anunciaram que Ivey recusou a opção de renovação e se tornou um agente livre irrestrito. No entanto, ele voltou a assinar com os 76ers em agosto de 2009.
Em 18 de fevereiro de 2010, Ivey foi negociado com o Milwaukee Bucks junto com Primoz Brezec em troca de Jodie Meeks e Francisco Elson.
Em 21 de julho de 2010, Ivey assinou com o Oklahoma City Thunder. Ele chegou às finais da NBA com o Thunder em 2012, mas a equipe perdeu para o Miami Heat.
Em 27 de julho de 2012, Ivey voltou ao 76ers.
Em 30 de setembro de 2013, ele assinou com o Atlanta Hawks. No entanto, ele foi dispensado em 25 de outubro.
Em 16 de janeiro de 2014, ele assinou um contrato de 10 dias com o Oklahoma City Thunder. Em 26 de janeiro de 2014, seu contrato de 10 dias expirou e o Thunder optou por não lhe oferecer um segundo contrato de 10 dias.
Em 29 de janeiro de 2014, ele assinou com o Guangdong Southern Tigers da China pelo resto da temporada de 2013-14.

## Carreira como treinador
Em 29 de setembro de 2014, Ivey foi nomeado assistente do Oklahoma City Blue da G-League para a temporada de 2014-15, encerrando efetivamente sua carreira de jogador de 10 anos.
Em 1 de julho de 2016, Ivey foi promovido de assistente do Blue a assistente do Oklahoma City Thunder.
Em 7 de junho de 2018, Ivey ingressou no New York Knicks como assistente de David Fizdale. Ivey permaneceu com os Knicks após a demissão de Fizdale e serviu sob o comando do técnico interino Mike Miller.
Em 11 de novembro de 2020, o Brooklyn Nets contratou Ivey como treinador assistente de Steve Nash.

## Vida pessoal
Durante o bloqueio da NBA de 2011, Ivey voltou para a Universidade do Texas em Austin para terminar sua graduação em aprendizagem aplicada e desenvolvimento.

## Estatísticas da NBA

### Temporada regular
| Ano      | Equipe        | PJ  | PT  | MPJ  | AP   | 3P   | LL    | RT  | AS  | BR | TO | PPJ |
| -------- | ------------- | --- | --- | ---- | ---- | ---- | ----- | --- | --- | -- | -- | --- |
| 2004–05  | Atlanta       | 62  | 5   | 13.0 | .429 | .333 | .701  | 1.4 | 1.7 | .6 | .1 | 3.5 |
| 2005–06  | Atlanta       | 73  | 66  | 13.4 | .439 | .400 | .727  | 1.3 | 1.0 | .3 | .1 | 3.6 |
| 2006–07  | Atlanta       | 53  | 18  | 10.2 | .448 | .313 | .686  | 1.0 | .8  | .5 | .1 | 3.0 |
| 2007–08  | Milwaukee     | 75  | 20  | 19.2 | .394 | .327 | .726  | 1.6 | 2.1 | .6 | .1 | 5.6 |
| 2008–09  | Philadelphia  | 71  | 0   | 12.1 | .332 | .342 | .791  | 1.1 | .6  | .5 | .1 | 3.0 |
| 2009–10  | Philadelphia  | 26  | 0   | 9.1  | .473 | .500 | .857  | 1.0 | .7  | .4 | .1 | 2.7 |
| 2009–10  | Milwaukee     | 18  | 0   | 5.0  | .321 | .182 | .600  | .4  | .6  | .5 | .0 | 1.3 |
| 2010–11  | Oklahoma City | 25  | 0   | 6.2  | .421 | .438 | 1.000 | .6  | .3  | .2 | .0 | 1.6 |
| 2011–12  | Oklahoma City | 34  | 0   | 10.4 | .356 | .340 | .125  | .7  | .3  | .4 | .0 | 2.1 |
| 2012–13  | Philadelphia  | 53  | 5   | 13.2 | .431 | .420 | .563  | 1.1 | .6  | .4 | .1 | 3.2 |
| 2013–14  | Oklahoma City | 2   | 0   | 2.5  | .000 | .000 | .000  | .5  | .0  | .0 | .0 | .0  |
| Carreira | Carreira      | 492 | 114 | 10.3 | .367 | .326 | .615  | .9  | .7  | .4 | .1 | 2.6 |

### Playoffs
| Ano      | Equipe        | PJ | PT | MPJ | AP    | 3P    | LL   | RT | AS | BR | TO | PPJ |
| -------- | ------------- | -- | -- | --- | ----- | ----- | ---- | -- | -- | -- | -- | --- |
| 2009     | Philadelphia  | 6  | 0  | 7.5 | .273  | .286  | .750 | .7 | .0 | .5 | .0 | 1.8 |
| 2010     | Milwaukee     | 3  | 0  | 3.7 | .333  | .000  | .000 | .0 | .7 | .0 | .3 | 1.3 |
| 2011     | Oklahoma City | 2  | 0  | 3.0 | 1.000 | 1.000 | .000 | .5 | .5 | .0 | .0 | 3.0 |
| 2012     | Oklahoma City | 5  | 0  | 4.2 | .364  | .400  | .500 | .6 | .2 | .4 | .0 | 2.2 |
| Carreira | Carreira      | 16 | 0  | 4.6 | .492  | .421  | .312 | .4 | .3 | .2 | .0 | 2.0 |